# Axel Oxenstierna
Axel Gustafsson Oxenstierna ou Oxenstjerna (né le 16 juin 1583 à Fånö – mort le 28 août 1654) est un grand chancelier de Suède du 6 janvier 1612 à sa mort. À la mort de Gustave II Adolphe, il prend la tête du royaume de Suède car la fille du roi, Christine, est trop jeune pour monter sur le trône. 
Il fait ses études avec ses frères dans les universités de Rostock, Iéna et Wittemberg. En 1603, il travaille pour le roi Charles IX de Suède.
En 1606, il entreprend une première mission diplomatique en Mecklembourg, et devient un des hommes de confiance du roi.
En 1610, il se rend à Copenhague pour essayer d'éviter la guerre avec le Danemark, mais il échoue. Cette ambassade sera pour Oxenstierna le début d'une longue lutte diplomatique avec le rival traditionnel de la Suède, que toute sa vie il considérera comme l'ennemi de son pays le plus redoutable.

## Chancelier
En 1645, il crée un journal officiel pour la Suède, le Post- och Inrikes Tidningar, qui existe toujours.

## La guerre de Trente Ans
Entre 1633 et 1635, Axel Oxenstierna dirige la Ligue de Heilbronn.
La guerre de Trente Ans a laissé un horrible souvenir dans la mémoire des Lorrains et des Francs-Comtois qui appellent la terrible année 1635 « année des Suédois » dont les exactions furent l'illustration de celles gravées par Jacques Callot dans un album intitulé Les Grandes Misères de la guerre deux ans auparavant.
Les Allemands du Nord ne sont pas mieux lotis : une vieille comptine fait d'Oxenstierna un croque-mitaine. On disait aux enfants :
Bet´t Kinder, bet´t

Morgen kommt der Schwed´

Morgen kommt der Oxenstern

Wird die Kinder beten lern´n

Bet´t Kinder, bet´t

Die Schweden sind gekommen, 

haben alles mitgenommen, 

habens Fenster eingeschlagen, 

habens Blei davon getragen, 

haben Kugeln draus gegossen, 

und die Bauern tot geschossen...

Priez, mes enfants, priez, 

Demain va venir le Suédois,

Demain va venir Oxenstierna

[Qui] apprendra aux enfants à prier

Priez, enfants, priez.

Les Suédois sont venus, 

Ils ont tout emporté

Ils ont défoncé la fenêtre

Ils en ont emporté le plomb

Ils l'ont fondu en balles

Et ont fusillé les paysans.